# Ridina Ahmedová
Ridina Ahmedová, nepřechýleně Ridina Ahmed, (* 1974 Praha) je zpěvačka či hlasová umělkyně, hudebnice a performerka žijící a působící v Česku. Od účinkování v jazzových klubech přešla ke svobodnému působení s hlasem, podílela se na hudební složce k několika filmům a divadelním představením, v roce 2016 získala nominaci na hudební ceny Anděl.

## Život
Narodila se v Praze. Po matce získala české a rusko-židovské kořeny, po otci súdánské. Ve svých 4 letech Prahu opustila a dalších 10 let žila v alžírském přístavním městě Oran, kde otec vyučoval na univerzitě a ona chodila do francouzské školy pro cizince. V roce 1988 se vrátila opět do Československa a vystudovala zde gymnázium. Několikrát se hlásila ke studiu na konzervatoři, neuspěla však. Později absolvovala Fakultu humanitních studií Univerzity Karlovy v Praze a studovala také muzikoterapii při Západočeské univerzitě v Plzni.
Několik let hrála v jazzových klubech, později začala více improvizovat a experimentovat s hlasem. Spolupracovala např. s instrumentalistou Tomášem Dvořákem (Floex), mimo jiné na albech Pocustone (2001) a Zorya (2011) či ve Floexím bandu. V roce 2001 vyšlo také album Fontanela zpěvačky Načevy s vokály Ridiny Ahmedové ve skladbě Jaro. Koncem roku 2003 Ahmedová vytvořila sólový projekt Hlasokraj, v němž kombinovala projekci s živým koncertem a obdržela za něj cenu Next wave v kategorii Objev roku. V květnu 2006 vydala své debutové sólové album Hlasem. S výjimkou skladby Afro Blue od Johna Coltranea se jednalo o kompletně autorské album. V roce 2008 jako hostující umělkyně improvizovala s Bobbym McFerrinem na jeho koncertě v pražském Kongresovém centru. Téhož roku vyšlo album Gorila vs. Architekt Vladimira 518, kde se Ahmedová podílela svým hlasem na skladbě Nespoutáš mne.
Vedle stálého sólového vystupování se od roku 2012 setkávala na pódiích se zpěvačkami Toni Nyass a Milli Janatkovou a ze spolupráce vznikl roku 2015 projekt Řekni mi založený na improvizaci a interakci s publikem. S jazzovým kontrabasistou Petrem Tichým, s nímž se seznámila již v roce 1997 a spolupracovala i na projektech kolem Floexe či v Meander Jazz Quintetu, později vytvořila autorské a interpretační duo HLASkontraBAS. V roce 2016 vydali stejnojmenné album, které si vysloužilo nominaci na hudební cenu Anděl v kategorii World music. Pod třemi z osmi skladeb byla autorsky podepsaná Ahmedová, pod jednou Tichý a čtyři složili společně. Kulturní magazín Uni tehdy označil album za „jednu z nejpůsobivějších desek posledních let“ a samotnou Ahmedovou za „jedn[u] z nejlepších vokalistek na naší scéně“.
Ridina Ahmedová se stala autorkou či spoluautorkou hudby k několika divadelním, převážně tanečním a pohybovým představením, např. Život podle jepice, It's so lovely, že? (2003), Baba Jaga (2005), Interview, Mnoho povyku pro nic (2017) či Eymen – Úhel pohledu (2019). Hostovala také při nahrávání hudby k několika filmům: Vaterland – lovecký deník (2004, s Janem Ponocným), Fimfárum 2 (2006, s Vladimírem Mertou), Pusinky (2007, s Janem P. Muchowem).
V roce 2021 byl na stanici ČRo Radio Wave vysílán její autorský podcast Sádlo, zabývající se společenským tlakem na ženský vzhled. Podcast vyvolal bouřlivou veřejnou debatu a stal se jedním z nejposlouchanějších pořadů v historii stanice. V návaznosti na podcast vznikla také platforma Moje tělo je moje, upozorňující na problém bodyshamingu.. Za podcast a představení Sádlo získala Ahmedová několik ocenění, mj. stříbro na festivalu Prix Bohemia Radio nebo nominaci na cenu Česká divadelní DNA.
Kolem roku 2012 se nechala pokřtít v katolické církvi, později se stala členkou sboru Českobratrské církve evangelické.